# لکس اسکانتینیا

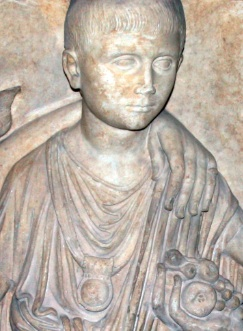
پسر رومی با پوشیدن بولا، که او را از نظر جنسی ممنوع کرده است.

قانون اسکانتینیا (انگلیسی: Lex Scantinia) یک قانون رومی است که مستندات ضعیفی دارد  که جرایم جنسی  علیه یک پسر صغیر آزاد متولد شده را مجازات می‌کند.  این قانون همچنین ممکن است برای محاکمه شهروندان مرد بالغی که به میل خود نقشی منفعل در رابطه جنسی با مردان دیگر داشته‌اند، استفاده شده باشد. بنابراین هدف آن محافظت از بدن شهروند در برابر سوء استفاده جنسی بود، اما تا زمانی که شریک منفعل شهروندی وضعیت خوب و بالای اجتماعی نداشته باشد، رفتار همجنس‌گرایی را به این صورت ممنوع نکرده‌است. به نظر می‌رسد که استفاده اولیه از قانون اسکانتینیا آزار و اذیت مخالفان سیاسی بوده‌است که سبک زندگی آنها را به عنوان همجنس‌گرایان منفعل در معرض انتقاد قرار می‌دهد.